# Малая Якшанга (река)
Малая Якшанга (Гагаринка, Семёновка) — река в Костромской области России, протекает по территории Поназыревского и Шарьинского районов. Устье реки находится в 3,8 км по левому берегу реки Большой Якшанги. Длина реки составляет 45 км, площадь водосборного бассейна — 225 км².
Исток Малой Якшанги (в верховьях обозначается на картах также как Семёновка) находится в лесах в 4 км к северу от посёлка и станции Бурундучиха и в 13 км к северо-западу от Поназырева. Ниже Бурундучихи протекает через заброшенный посёлок лесозаготовителей Малая Якшанга. Нижнее течение реки проходит по ненаселённому, заболоченному лесу.

## Данные водного реестра
По данным государственного водного реестра России относится к Верхневолжскому бассейновому округу, водохозяйственный участок реки — Ветлуга от истока до города Ветлуга, речной подбассейн реки — Волга от впадения Оки до Куйбышевского водохранилища (без бассейна Суры). Речной бассейн реки — (Верхняя) Волга до Куйбышевского водохранилища (без бассейна Оки).
По данным геоинформационной системы водохозяйственного районирования территории РФ, подготовленной Федеральным агентством водных ресурсов:
- Код водного объекта в государственном водном реестре — 08010400112110000041943
- Код по гидрологической изученности (ГИ) — 110004194
- Код бассейна — 08.01.04.001
- Номер тома по ГИ — 10
- Выпуск по ГИ — 0